# Аттенхаузен
Аттенхаузен (нем. Attenhausen) — община района Рейн-Лан, в земле Рейнланд-Пфальц, Германия. Входит в состав сообщества общин Нассау.

## География
Аттенхаузен расположен в горах Таунус.

## История
Селение впервые документально упоминается в 1142 году под названием Hattenhausen как имение аббатства Арнштайн. С 1355 года принадлежало четырём господам Айнриха. С 1806 года был частью герцогства Нассау, которое было аннексировано Пруссией в 1866 году. С 1947 года является частью земли Рейнлан-Пфальц.

## Население
Население на 31 декабря 2010 года составляло 410 человек.
| Год  | Численность | Численность |
| ---- | ----------- | ----------- |
| 1975 | 448         | [ 5 ]       |
| 2017 | 410         | [ 2 ]       |
| 2019 | 414         | [ 6 ]       |
| 2021 | 411         | [ 7 ]       |
| 2022 | 419         | [ 8 ]       |
| 2023 | 403         | [ 3 ]       |

## Политика
Совет общины в Аттенхаузене состоит из 8 членов, избранных на муниципальных выборах 7 июня 2009 года, и бургомистра, действующего на общественных началах в качестве председателя.